# Acrolophinae
Acrolophinae (лат.) — подсемейство бабочек из семейства настоящих молей (Tineidae). В течение XX века рассматривалось как семейство Acrolophidae в составе надсемейства Tineoidea. На начало 2010 года было описано около 270 видов и 6 родов, обитающих в Новом Свете (большинство — в Неотропике). Ископаемые представители известны по инклюзам в янтаре из Доминиканской республики и датируются серединой третичного периода.

## Развитие и образ жизни
Гусеницы Acrolophinae строят под землёй или в подстилке длинные шёлковые трубки и питаются разлагающимися растительными остатками, подземными частями живых растений, мицелием грибов, реже — фекалиями животных. Гусеницы Amydria anceps являются мирмекофилами и живут в кучах отбросов, возникающих в результате жизнедеятельности муравьев-листорезов Atta mexicana. Окукливаются в грубых коконах или в личиночных трубках. Взрослые насекомые не питаются, активны ночью и во время сумерек.